# Newsリアルタイムやまぐち
『Newsリアルタイムやまぐち』（ニュースリアルタイムやまぐち）は、山口放送（KRYテレビ）で放送されていた報道番組。2006年4月3日から2010年3月26日まで、毎週月曜日 - 金曜日 18:16 - 18:54（JST）に放送された。

## 放送時間の変遷
- 月曜 - 金曜 18:17 - 18:55
- 月曜 - 金曜 18:16 - 18:54

## キャスター
- 向田好美（山口放送アナウンサー　総合司会） - 前番組『プラス1やまぐち』から引き続き出演。
- 松藤好典（当時山口放送アナウンサー　アシスタント）
- 中谷隆宏（当時山口放送アナウンサー　アシスタント） - 同じく前番組から引き続き出演。
- 山本昇治（気象予報士） - 2006年10月から番組終了時まで出演。

## テーマ曲
- リアルタイムやまぐちオリジナル（作曲：aikamachi+nagie）